# نیسان دیزل اسپیس رانر ۷
نیسان دیزل اسپیس رانر ۷ (Nissan Diesel Space Runner ۷) خودرویی است که در سال‌های ۱۹۹۴ تا ۲۰۰۳تولید شده‌است.
این خودرو در کلاس اتوبوس قرار گرفته و است. سیستم جعبه‌دندهٔ آن ۵ دنده به صورت دستی است.